# Ein Sonntag in Rom
Ein Sonntag in Rom (Originaltitel: La domenica della buona gente) ist ein italienischer Spielfilm aus dem Jahre 1953.

## Handlung
Sandra und Giulio wollen heiraten; sie will ihn ihrem Onkel vorstellen, der ihm einen Job verschaffen könnte. Doch Giulio geht lieber mit seinen Freunden zum Fußballspiel Rom gegen Neapel. An der Kasse lernt er Ines kennen, die eigentlich ihren untreuen Liebhaber Conti sucht, um ihn zu erschießen. Giulio kümmert sich den ganzen Tag um Ines, nimmt ihr die Pistole ab und redet ihr das Vorhaben aus. Am Abend trifft Ines doch noch Conti, stellt ihn zur Rede und trennt sich von ihm. Auch Sandra und Giulio treffen sich noch am Abend, aber sie versöhnen sich nach einem kurzen Streit.

## Kritiken
„Was “Ein Sonntag in Rom” besonders auszeichnet, ist neben seinem bis in die kleinste Nebenrolle großartig eingesetzten Ensemble nicht zuletzt diese mitunter blitzschnelle und dennoch bruchlose Abfolge von Ernst und Witz; und die Grautönen dazwischen, wunderbar unterlegt von der Musik des späteren Fellini-Stammkomponisten Nino Rota.“

„Eine noch ganz im Stil des italienischen Neorealismus angelegte Regiearbeit von Anton Giulio Majano, der die junge Sophia Loren in einer ihrer ersten Hauptrollen zeigt. Neben dem späteren italienischen Superstar überzeugen hier die Szenen des alltäglichen Lebens in Rom, besonders gelungen sind die Aufnahmen im voll besetzten Stadion, die schon zu diesem sehr frühen Zeitpunkt die Fußballverrückheit der Italiener über alle sozialen Grenzen hinweg zeigt.“